# Episodi di My Hero Academia (quinta stagione)
La quinta stagione dell'anime My Hero Academia comprende gli episodi dall'89 al 113, per un totale di 25 episodi. In questa stagione la 1ª A e la 1ª B della Yuuei si scontrano in un'esercitazione, mentre si scoprono nuove caratteristiche del One For All. In seguito la trama si incentra sull'Unione dei Villain e su un nuovo gruppo di antagonisti: l'armata di liberazione dei superpoteri. Per tali episodi, ovvero dal 108 al 112, nella sigla di apertura e negli eyecatch viene sovrapposto il titolo My Villain Academia a quello regolare della serie.
Annunciata al termine della stagione precedente,  la quinta stagione è stata trasmessa in Giappone dal 27 marzo al 25 settembre 2021 su ytv e NTV. In Italia è stata pubblicata in simulcast su Crunchyroll con sottotitoli italiani ed è stata trasmessa con doppiaggio italiano su Italia 2 dal 22 giugno al 27 luglio 2022.
Nell'edizione originale, la prima metà della stagione (dall'episodio 89 al 101) adopera la sigla di apertura No.1 dei Dish e la sigla di chiusura Ashiato (足跡? lett. "Orme") delle The Peggies. La seconda metà della stagione (dall'episodio 102 al 113) invece utilizza la sigla di apertura Merry-go-round dei Man with a Mission e la sigla di chiusura Uso ja nai (嘘じゃない? lett. "Non sto mentendo") di Soushi Sakiyama.

## Lista episodi
| Nº serie | Nº | Titolo italiano Giapponese 「Kanji」 - Rōmaji | In onda           | In onda        |
| Nº serie | Nº | Titolo italiano Giapponese 「Kanji」 - Rōmaji | Giapponese        | Italiano       |
| 89       | 1  | Classe 1-A, in azione! 「全員出動！ 1年A組」 - Zen'in Shutsudō! Ichi-Nen Ei-Gumi | 27 marzo 2021     | 22 giugno 2022 |
| 89       | 1  | Il giorno dopo della vittoria di Endeavor e Hawks, la classe 1ª A della Yuuei interviene in una simulazione di emergenza guidata dai Big Three. Hado e Amajiki fingono di essere dei villain, mentre Togata si mette ripetutamente in pericolo per essere salvato. Tutti gli studenti collaborano con i loro quirk per gestire al meglio la situazione e sconfiggono i finti nemici. Endeavor ha riportato molte ferire ed è stato ricoverato in ospedale, mentre Hawks raggiunge il suo socio Dabi. |                   |                |
| 90       | 2  | Vestigia 「痕跡」 - Konseki | 3 aprile 2021     | 22 giugno 2022 |
| 90       | 2  | Hawks iniziò a collaborare con l'Unione dei Villain su richiesta dell'agenzia investigativa che se ne occupa per conto degli eroi, mantenendo segreto questo suo legame perfino ai suoi colleghi più stretti come Endeavor. Dopo l'attacco del Nomu, Hawks si è recato da Dabi per chiedere spiegazioni sul suddetto scontro, non avvenuto secondo i piani, e gli viene riferito che non sta ancora facendo abbastanza per essere accettato nell'unione. Endeavor torna a casa dopo essere stato dimesso e si presenta davanti ai suoi figli, ma Natsuo, non ancora pronto a perdonarlo per quanto fece in passato, lascia la stanza insultandolo. Il padre comprende le sue ragioni e si riavvicina a lui quella sera per tentare di parlargli. Izuku si ritrova in sogno assieme ai precedenti possessori del One For All e assiste alle origini di All For One, che plasmò il suo quirk con la scusa di salvare le persone dalle loro unicità quali fardelli della loro vita. Il fratello minore, totalmente contrario a quel progetto, venne imprigionato da All For One e sottomesso all'innesto del potere, dopodiché diventò il primo portatore del One For All. Egli tenta un contatto con Izuku all'interno del suo sogno.                                                                                         |                   |                |
| 91       | 3  | Scontro! 1-A vs. 1-B 「衝突！ クラス1°AVSクラス1°B」 - Shōtotsu! Kurasu 1 ° AVS kurasu 1 ° B | 10 aprile 2021    | 22 giugno 2022 |
| 91       | 3  | Izuku si sveglia dall'incubo e il giorno dopo va a parlare con All Might delle vestigia, ovvero i ricordi dei precedenti possessori tramandati assieme al potere One For All. Il professor Izawa organizza una sfida tra la 1ª A e la 1ª B nel campo di addestramento Gamma per includere nel corso per eroi Itoshi Shinso, che ne ha fatto richiesta. Le due classi vengono divise in cinque squadre ciascuna e Shinso viene inserito in due di esse. Per vincere ogni squadra dovrà catturare tutti i membri avversari in una gabbia oppure catturarne più dell'altra squadra entro lo scadere del tempo limite di venti minuti. Nella prima sfida, la squadra della sezione A comprendente Shinso si prepara ad affrontare Ibara Shiozaki, colei che nella squadra avversaria possiede il quirk più potente. La squadra però viene sopraffatta da Jurota Shishida che attacca Kaminari, mentre Kosei Tsuburaba isola Koji in una Air Prison. |                   |                |
| 92       | 4  | Vai così, Shinso! 「このように行け、シンソ！」 - Kono yō ni ike, shinso! | 17 aprile 2021    | 22 giugno 2022 |
| 92       | 4  | Dopo il festival sportivo, Shinso si è dotato del Persona Chords, un modulatore vocale che, oltre a ripetere la sua voce, può imitare quella delle altre persone. Tsuburaba chiude anche Shinso in una Air Prison e Tsuyu piazza un puntatore di Kaminari sul corpo di Shishida per poterlo seguire. Kirishima viene catturato da Shiozaki e i membri rimasti della squadra della sezione A si coprono con il muco di Tsuyo per nascondersi dall'olfatto di Shishida. Kaminari si fa prendere da Shiozaki ma non riesce a mettere a punto il suo piano. Shishio imita la voce di Rin Hiryu alla quale Shiozaki risponde, finendo vittima del lavaggio del cervello. Mentre la ragazza imprigiona i suoi compagni, Hiryu tenta di avvertire Shishida di un pericolo alle sue spalle, ma egli non si fida credendolo un altro trucco avversario e viene messo a tappeto. La squadra della sezione A conquista la vittoria anche grazie a Shinso, che si è dimostrato molto più esperto di quanto avesse detto. |                   |                |
| 93       | 5  | La strategia delle nuove mosse 「操作：即興の新しい動き」 - Sōsa: Sokkyō no atarashī ugoki | 24 aprile 2021    | 22 giugno 2022 |
| 93       | 5  | I professori delle rispettive classi spiegano agli sfidanti cos'hanno sbagliato nella sfida appena conclusa e le altre squadre iniziano a preparare delle strategie in vista del loro turno. Inizia il secondo combattimento: Tokoyami individua la squadra avversaria con Dark Shadow ma Kuroiro Shihai, uno studente dal quirk oscuro come quello di Tokoyami, se ne impossessa e lo usa contro di lui. Hagakure sprigiona la luce necessaria a far sparire Dark Shadow e Kuroiro torna all'azione per catturare Aoyama e portarlo via attraversando le tubature. Tokoyami lo insegue con la tecnica "nero angelo caduto" sviluppata durante il tirocinio con Hawks, che gli permette di volare appoggiandosi a Dark Shadow, a cui dà riparo dalla luce con il suo mantello. Tokoyami libera Aoyama e Komori usa il suo quirk facendo spuntare dei funghi su Yaoyorozu e Hagakure. |                   |                |
| 94       | 6  | Lungimiranza 「未来に目を向ける」 - Mirai ni mewomukeru | 1º maggio 2021    | 29 giugno 2022 |
| 94       | 6  | Komori riempie l'ambiente di funghi e Fukidashi, materializzando le sue onomatopee come muri, isola Yaoyorozu dai suoi compagni, mentre Kuroiro ricattura e imprigiona Aoyama. Yaoyorozu si trova faccia a faccia con Kendo e mentre si difende dai suoi colpi guadagna il tempo per materializzare un cannone, con cui spara una borsa della fortuna verso i suoi compagni contenente un visore termico per Tokoyami e dello spray fungicida. Hagakure libera il suo corpo dai funghi e attacca Fukidashi sfruttando il vantaggio dell'invisibilità, Tokoyami cattura Kuroiro e Dark Shadow prende Komori, ma le spore velenose dei funghi nei dintorni mettono in difficoltà il ragazzo. Kendo è riuscita a rivalersi su Yaoyorozu e afferra con la sua mano gigante Hagakure, liberando tutti i suoi compagni. La seconda squadra della 1ª B conquista così la vittoria. |                   |                |
| 95       | 7  | Il terzo scontro 「第3試合」 - Dai 3 shiai | 8 maggio 2021     | 29 giugno 2022 |
| 95       | 7  | La terza sfida viene svolta in un altro scenario, non inquinato dai funghi. Tetsutetsu esordisce distruggendo tutto quello che trova intorno e attira gli avversari: Todoroki sparge del ghiaccio sul luogo che viene subito ammorbidito da Honenuki, come ha fatto in precedenza su tutto il terreno circostante. Kaibara attacca Hojiro, Tsunotori rintraccia Shoji alle spalle di Todoroki e lo blocca a una parete con i suoi corni. Iida viene assorbito quasi interamente dal ghiaccio che solo successivamente viene rindurito da Honenuki, ma se ne libera sprigionando il potere delle sue nuove marmitte, che gli garantiranno il massimo della potenza per i prossimi dieci minuti. |                   |                |
| 96       | 8  | La conclusione del terzo scontro 「第３試合決着」 - Dai 3 shiai ketchaku | 15 maggio 2021    | 29 giugno 2022 |
| 96       | 8  | Honenuki si dilegua per dirigersi verso i suoi compagni e Iida va a catturare Kaibara mentre assale Hojiro. Tetsutetsu è l'unico in grado di tenere testa a Todoroki, infatti l'allenamento a cui si è sottoposto gli permette di resistere sia al ghiaccio che al fuoco. Durante il duello, Todoroki rimembra il trauma che suo padre gli procurò da piccolo mentre tentava di estrarre da lui il potere del fuoco, e questo lo fa aumentare la temperatura delle fiamme fino a raggiungere quella di Endeavor. Shoji si libera e raggiunge Tsunotori per attaccarla, in loro aiuto intervengono Hojiro e Honenuki, dopodiché Tsunotori spinge Hojiro fino alla prigione. Honenuki interrompe la sfida di resistenza al calore tra Todoroki e Tetsutetsu, ma prima che possa far sprofondare Todoroki nel cemento, in procinto di perdere conoscenza dopo l'urto con un tubo, viene fermato da Iida che corre a salvare il suo amico in velocità. Tetsutetsu colpisce una torre indurita sul momento da Honenuki, che cade proprio sopra di Iida. Tutti i concorrenti sono svenuti o immobilizzati eccetto Shoji e Tsunotori, che preferisce non rischiare imprigionando Todoroki e prende quota assieme ai suoi due compagni rimasti fino allo scadere del tempo, in cui viene dichiarato il pareggio tra le due squadre. |                   |                |
| 97       | 9  | Vince chi fa la prima mossa! 「最初の動きをした人が勝ちます」 - Saisho no ugoki o shita hito ga kachimasu | 22 maggio 2021    | 29 giugno 2022 |
| 97       | 9  | Ha avuto inizio il quarto scontro, Bakugo ordina ai suoi compagni di seguirlo per individuare i loro avversari e attaccarli per primi. Quest'ultimi adottano la stessa strategia ma in modo vincente, infatti distolgono l'attenzione di Jiro con i pezzi del corpo di Tokage sparsi in ogni dove. Bakugo difende la sua compagna dagli attacchi di Bondo e Kamakiri sollevando lo stupore e l'apprezzamento di tutto il pubblico e passa subito al contrattacco, ma viene imprigionato tra le tubature da Awase. Jiro e Rikido liberano Bakugo e immobilizzano Awase e Bondo. Sero lega col nastro adesivo Kamakiri e tutti i frammenti di Tokage che trova sperando di limitarle il potere rigenerativo e lega una bomba a uno di essi che esplode mentre le si avvicina, facendola cadere nella trappola di Bakugo. In poco tempo la quarta squadra della 1ª A prende tutti i quattro avversari ed esce vincitrice dallo scontro. Pochi minuti dopo inizia l'ultima sfida, che vede fronteggiarsi nuovamente Shinso e Midoriya. Quest'ultimo annuncia ai suoi compagni che vuole fare da esca, essendo la preda più ambita dalla squadra della sezione B. |                   |                |
| 98       | 10 | Eredità 「遺伝」 - Iden | 29 maggio 2021    | 6 luglio 2022  |
| 98       | 10 | Non potendo individuare gli avversari, Deku fa da esca per attirare loro su di lui. Yanagi, Kodai e Shine combinano i loro quirk per mettere in difficoltà Uraraka, Ashido e Mineta. Midoriya si fa prendere all'amo da Monoma, che, con le sue provocazioni, risveglia una nuova forma del One For All incontrollabile. Uraraka si precipita ad aiutare Deku e Shinso riesce ad acquietarlo con il suo quirk. Midoriya, entrato in trans, incontra un suo predecessore, possessore del quirk Frusta Nera che si era sprigionato in lui. Egli spiega al ragazzo che il One For All ha raggiunto uno stato fin troppo entropico, oltre ad aver accumulato le unicità di tutti i precedenti portatori, e perciò deve controllare i suoi sentimenti mentre lo usa per non farsi travolgere dalla sua potenza. Lo scontro riprende e Aizawa, malgrado le preoccupazioni di All Might, preferisce evitare di sospenderlo. |                   |                |
| 99       | 11 | Una grande confusione 「私たちの偉大なスクラム」 - Watashitachi no idaina sukuramu | 5 giugno 2021     | 6 luglio 2022  |
| 99       | 11 | Midoriya raggiunge Shinso e lo affronta estraendo di nuovo Frusta Nera, stavolta riuscendolo a controllare, ma non fidandosi del tutto preferisce ritornare all'uso del One For All all'8%. Uraraka cattura Monoma, il quale riesce a dare un piccolo aiuto a Shinso anche da dentro la prigione: con il quirk Twin Impact fa in modo di colpire Deku mentre insegue il suo compagno. Nonostante questo Deku si riprende e cattura Shinso, anche gli altri ragazzi vengono imprigionati e la sezione A vince sia il quinto scontro che l'intera esercitazione. I professori tirano le somme di quanto accaduto e decidono di promuovere Shinso nel corso per eroi. |                   |                |
| 100      | 12 | Nuovi poteri e All For One 「新あたらしい力ちからとオール・フォー・ワン」 - Atarashī Chikara to Ōru Fō Wan | 12 giugno 2021    | 6 luglio 2022  |
| 100      | 12 | Dopo l'esercitazione Midoriya confida a All Might e Bakugo tutti i dettagli del suo nuovo quirk e l'ex simbolo della pace crede che il suo erede sia il primo possessore del One For All ad aver manifestato il quirk di uno dei suoi predecessori. Bakugo osserva che questa natura del One For All appena scoperta, ossia il poter racchiudere più poteri in uno, non è molto diversa dall'All For One, e All Might vuole fare luce sulla faccenda. Aizawa chiede a Monoma di copiare l'unicità di Eri al fine di poterla studiare più adeguatamente e spiegarne l'utilizzo alla bambina, ma le capacità di Monoma non gli permettono di assimilare anche il potere accumulato dalla persona da cui copia il quirk. Bakugo e Todoroki superano l'esame di recupero per ottenere la licenza temporanea per eroi. Tornando al dormitorio, i due sorprendono una banda di borseggiatori, e usando i loro poteri la fermano e la consegnano alla giustizia. |                   |                |
| 101      | 13 | Buon Natale! 「メリれ! クリスマス!」 - Merire! Kurisumasu | 19 giugno 2021    | 6 luglio 2022  |
| 101      | 13 | Mount Lady tiene una lezione ai ragazzi della sezione A su come affrontare un'intervista per la stampa. Una tragedia successa nella città di Deika scuote l'opinione pubblica in favore degli eroi e le forze dell'ordine impongono alla Yuuei di riprendere i tirocini, mettendo in difficoltà gli insegnanti con una richiesta fin troppo improvvisa. Gli studenti festeggiano il Natale in compagnia di Eri e parlano dei loro tirocini. Quasi tutti torneranno dagli eroi che li hanno ospitati in precedenza, eccetto Midoriya e Bakugo. Costoro vengono invitati da Todoroki a svolgere il tirocinio assieme a lui presso l'agenzia di suo padre. |                   |                |
| 102      | 14 | All'agenzia di Endeavor 「いざ！ エンデヴァー事務所!」 - za! Endevā Jimusho! | 26 giugno 2021    | 13 luglio 2022 |
| 102      | 14 | Midoriya e Bakugo accettano di venire con Todoroki a fare il tirocinio da Endeavor, ma quest'ultimo non è molto contento di averli fra i piedi. Egli preferiva infatti passare del tempo solo con suo figlio e aiutarlo a perfezionare il pugno incandescente. Hawks sta conquistando a fatica la fiducia di Dabi e si trova costretto a ridurre all'osso le comunicazioni con i suoi alleati. L'eroe numero due, sempre sotto stretto controllo sia da parte dei villain che da parte della polizia, lascia un messaggio in codice a Endeavor: i nemici saranno pronti a sferrare un attacco su larga scala fra quattro mesi. |                   |                |
| 103      | 15 | Un passo alla volta 「一つ一つ」 - Hitotsu Hitotsu | 10 luglio 2021    | 13 luglio 2022 |
| 103      | 15 | Endeavor intuisce le mosse di Hawks ed evince dal suo messaggio che gli studenti affiancheranno gli eroi professionisti qualora non dovessero riuscire a fronteggiare l'assalto dei villain. Alla luce di ciò, rivaluta il significato del tirocinio e si dimostra più tollerante verso Deku e Bakugo. Todoroki afferma di aver accettato la proposta di Endeavor per un mero vantaggio professionale, e non per il legame familiare che lo lega a lui. Endeavor si fa seguire per la città mentre previene e gestisce le situazioni spiacevoli di ogni tipo, e fa ripetere ai suoi allievi dei gesti elementari in modo che acquisiscano padronanza spontanea sui loro poteri. |                   |                |
| 104      | 16 | Da quanto tempo, Selkie! 「お久しぶりですセルキーさん」 - Ohisashiburi Desu Serukī-san | 17 luglio 2021    | 13 luglio 2022 |
| 104      | 16 | Dei trafficanti di Trigger, una potente droga, stanno attraversando il mare vicino alle isole Belis. Il capitano Selkie chiede rinforzi per intervenire all'agenzia di Ryukyu, nella quale Tsuyu, Uraraka e Nejire stanno svolgendo il loro tirocinio. Sotto la direzione di Selkie, le ragazze catturano i malviventi e impediscono che la merce stupefacente inquini il mare. |                   |                |
| 105      | 17 | A cena dai Todoroki 「地獄の轟くん家」 - Jigoku no Todoroki-kun Chi | 24 luglio 2021    | 13 luglio 2022 |
| 105      | 17 | Deku, Bakugo e Todoroki non sono ancora riusciti ad arrivare prima di Endeavor negli incidenti individuati durante la pattuglia, ma continuano a impegnarsi. Fuyumi suggerisce a suo padre Endeavor di invitare a cena gli amici di Shoto. Natsuo, che non sopporta la presenza del padre, lascia la tavola subito dopo il pasto. Midoriya tranquillizza Shoto e Fuyumi, rassicurandoli che la tensione presente nella loro famiglia scomparirà presto. |                   |                |
| 106      | 18 | L'imperdonabile! 「許されざる者」 - Yurusarezaru Mono | 31 luglio 2021    | 20 luglio 2022 |
| 106      | 18 | Dopo la cena, Endeavor riaccompagna i tre tirocinanti a scuola e durante il tragitto si imbattono in Ending, un villain che ha preso Natsuo in ostaggio e vuole farsi uccidere da Endeavor. Midoriya, Bakugo e Shoto entrano subito in azione, mettendo in sicurezza le persone circostanti e catturando il nemico. Endeavor invece esita a intervenire, perché teme di chiudere definitivamente ogni rapporto con Natsuo salvandolo di persona. |                   |                |
| 107      | 19 | Più eroe di chiunque altro 「誰よりもヒーロー」 - Dare yori mo hīrō | 14 agosto 2021    | 20 luglio 2022 |
| 107      | 19 | Aizawa e Yamada vengono convocati da Gran Torino al cospetto di Kurogiri perché è stato scoperto che il villain vive nel corpo di Oboro Shirakumo, un loro amico di vecchia data che perse la vita in un incidente. Durante un colloquio che tocca i ricordi della loro giovinezza, Kurogiri perde il controllo di sé e lascia intravedere oltre la sua ombra il volto di Shirakumo. In quella confusione trapela l'informazione di un ospedale quale sede dei traffici dell'Unione dei Villain. |                   |                |
| 108      | 20 | My Villain Academia 「僕のヴィランアカデミア」 - Boku no Viran Akademia – "La mia accademia da cattivo" | 21 agosto 2021    | 20 luglio 2022 |
| 108      | 20 | Due mesi prima, Shigaraki e i suoi compagni si recano in una zona montuosa e risvegliano Gigantomachia, un mostruoso gigante agli ordini di All For One che dev'essere addestrato da Shigaraki per ubbidire a lui; dall'esito di questa missione dipende l'alleanza tra il dottor Daruma Ujiko e i nuovi membri dell'Unione dei Villain. Dopo un mese e mezzo di combattimento, Tomura non è ancora riuscito a imporre la sua autorità su Gigantomachia e Re-Destro, il capo dell'armata di liberazione dei superpoteri, contatta i villain svelando loro di aver preso in ostaggio il loro compagno Giran. Re-Destro vuole sterminare l'Unione dei Villain per mettere a punto il suo piano e Tomura decide di sfruttare la forza distruttiva di Gigantomachia a suo favore, scagliandolo contro l'armata di liberazione. |                   |                |
| 109      | 21 | La rinascita dell'armata di Liberazione 「再臨祭」 - Sairin-sai | 28 agosto 2021    | 20 luglio 2022 |
| 109      | 21 | I villain si recano a Deika e cadono nella trappola dell'armata di liberazione. La giornalista Kizuki Chitose perseguita Toga per chiederle un'intervista e al contempo cerca di persuaderla ad entrare nell'armata di liberazione, dal momento che dal racconto del suo passato si evince un desiderio di esaltazione del suo quirk in linea con i loro ideali. Toga assume l'aspetto di Ochako e anche la sua unicità, con la quale si libera dei suoi inseguitori e, distrutta, si rifugia in un giardino privato per poi venire trovata da Twice. Anche Shigaraki e Dabi notano un anomalo accrescimento dei loro poteri. |                   |                |
| 110      | 22 | Sad Man's Parade 「サッドマンズパレード」 - Saddo Manzu Parēdo – "La marcia dell'uomo triste" | 4 settembre 2021  | 27 luglio 2022 |
| 110      | 22 | Skeptic comanda a distanza le copie di Twice per torturare lui e Toga, ma Twice si libera dalle grinfie degli scagnozzi producendo delle sue copie di se stesso e vincendo il suo trauma. Una delle copie sale sulla torre del palazzo di Re-Destro e crea altre copie di Twice, Shigaraki, Dabi e Mr. Compress. Il clone di Shigaraki avversa Re-Destro e annuncia ai presenti l'arrivo di Gigantomachia, che demolisce la torre in cui si trovano. |                   |                |
| 111      | 23 | Shimura Tenko: Le origini 「志し村むら転てん弧こ：オリジン」 - Shimura Tenko: Orijin | 11 settembre 2021 | 27 luglio 2022 |
| 111      | 23 | Twice tenta disperatamente di salvare Toga e Koku Hanabata incita la folla ad assalire Spinner. Re-Destro scarica tutto il suo stress contro Shigaraki e gli rompe delle dita, malgrado ciò egli riesce comunque a usare il suo quirk pietrificante. Shigaraki ricorda il suo passato: all'età di cinque anni si chiamava Tenko Shimura, nipote di Nana Shimura che non diede a suo figlio l'amore che desiderava. Quest'ultimo, ovvero il padre di Tenko, ha riversato la sua rabbia sulla sua famiglia fino a che Tenko, durante un culmine di oppressione, risveglia il suo quirk con il quale stermina involontariamente tutta la sua famiglia. |                   |                |
| 112      | 24 | Shigaraki Tomura: Le origini 「死柄木弔：オリジン」 - Shigaraki Tomura: Orijin | 18 settembre 2021 | 27 luglio 2022 |
| 112      | 24 | Tenko viene aiutato da un uomo chiamato Shigaraki che gli suggerisce di non trattenere il suo istinto. L'uomo gli dà le mani dei suoi familiari da portare sempre con sé e lo ribattezza Tomura Shigaraki. Quest'ultimo, avendo ricordato il suo passato durante il combattimento con Re-Destro, distrugge le mani che porta addosso pensando di non averne più bisogno. Gigantomachia riconosce il suo valore e Re-Destro ammette la sua sconfitta e si accorge che la crescita di Shigaraki è stata accompagnata dagli stessi ideali della sua armata. Re-Destro e Shigaraki fondono i loro gruppi sotto il nuovo nome di "fronte di liberazione del sovrannaturale", guidato da Shigaraki e gestito da nove comandanti. |                   |                |
| 113      | 25 | Il cielo è alto e blu 「空、高く群青」 - Sora, takaku gunjō | 25 settembre 2021 | 27 luglio 2022 |
| 113      | 25 | Doctor conferisce a Shigaraki i poteri che gli ha promesso, potenziando il suo corpo con un processo lungo quattro mesi. Gli studenti della 1ª A mostrano ai compagni quanto hanno imparato nei loro tirocini e All Might, Midoriya e Bakugo fanno il punto sullo sviluppo e sulla padronanza del One For All: il prossimo quirk che Midoriya dovrà apprendere sarà quello di Nana Shimura. Arriva la primavera e, con l'inizio del nuovo anno scolastico, tutti gli studenti riprendono i loro tirocini per andare in missione contro il fronte di liberazione del sovrannaturale. |                   |                |

## Home video
La quinta stagione è stata distribuita in DVD e Blu-Ray in Giappone da Toho in quattro volumi fra il 21 luglio 2021 e il 19 gennaio 2022.
| Volume | Episodi | Data di pubblicazione |
| ------ | ------- | --------------------- |
| 1      | 89–95   | 21 luglio 2021        |
| 2      | 96–101  | 22 settembre 2021     |
| 3      | 102–107 | 24 novembre 2021      |
| 4      | 108–113 | 19 gennaio 2022       |

In Italia è stata pubblicata da Dynit nei medesimi supporti e in un'unica uscita il 5 luglio 2023.